# Spiroplasma gladiatoris
Spiroplasma gladiatoris è una specie di batterio appartenente alla famiglia delle Spiroplasmataceae.